# Músculo milohioideo
El músculo milohioideo, situado por encima del vientre anterior del digástrico, y por debajo del geniohiodideo, es un músculo aplanado e irregularmente cuadrilátero, que constituye con el del lado opuesto el suelo de la boca.

## Inserciones
Tiene su origen, por arriba, en la línea oblicua interna o línea milohioidea de la mandíbula. Desde allí sus fascículos se dirigen hacia abajo y adentro, hacia la línea media, y se insertan:
1. los posteriores, en el mismo hueso hioides (en la cara anterior).
2. los anteriores, en rafe aponeurótico central (línea blanca suprahioidea), que se extiende desde este hueso a la sínfisis mentoniana. No es raro ver algunos hacecillos del milohioideo que sin interrupción pasan de un lado al otro.

## Relaciones
Desde el punto de vista de sus relaciones, se ha de considerar en el milohioideo una cara superficial, una cara profunda y un borde posterior.
- Su cara superficial o inferior está cubierta por el vientre anterior del digástrico, por la glándula submandibular (glándula submaxilar) y por el músculo platisma.
- Su cara profunda o superior, vuelta del lado de la boca, está en relación con los músculos estilogloso, hiogloso, geniohioideo, los nervios lingual e hipogloso mayor, el conducto de Wharton, la glándula sublingual y en algunos puntos con la mucosa de la boca.
- El borde posterior, recostado sobre el hiogloso, está abrazado por la glándula submandibular y rodeado de abajo hacia arriba por el conducto de Wharton.

## Vascularización
Está irrigado principalmente por la arteria submentoniana —ramas ascendentes y descendentes—; por la arteria milohioidea rama de la arteria alveolar inferior —en la inserción superior—, y de modo inconstante, por pequeños ramos de la lingual.

## Inervación
El nervio milohioideo, rama del alveolar inferior, rama colateral del nervio mandibular que proviene del nervio trigémino distribuye por la cara inferior del músculo múltiples ramos que le proveen de inervación.

## Acción
El milohioideo eleva el cuerpo del hueso hioides, el suelo de la boca y la lengua, la cual aplica fuertemente contra el paladar, desempeñando de esta manera un papel importante en el primer tiempo de la deglución y durante el habla.

## Variedades
Son poco numerosas, se ha indicado ya su unión parcial con el músculo del lado opuesto y con algunos otros músculos vecinos. Se ha notado muchas veces la desaparición completa del rafe suprahioideo y la fusión total de los dos milohioideos en un músculo único. 